# Karin Ehrnberger
Karin Ehrnberger, född 10 juni 1977, är en svensk industridesigner och forskare inom fältet "Design som social aktör". 
Karin Ehrnberger är utbildad på Konstfacks program för Industridesign och doktorerade på KTH inom design och genus med avhandlingen "Tillblivelser - En trasslig berättelse om design som normkritisk praktik". Ehrnberger disputerade i mars 2017.  
Ett tidigt projekt var "the Mega Hurricane Mixer and the drill Dolphia", där  Ehrnberger tog två genuskodade produkter - stavmixern och borrmaskinen - och bytte design och form på de två. 
Ett annat medialt uppmärksammat projekt är "Androstolen", den manliga motsvarigheten till gynekologstolen. Androstolen är enligt Erhnberger utformad efter kvinnors negativa erfarenheter av gynstolen. Androstolen är inte tänkt att användas i verkligheten utan designad för att ifrågasätta gällande normer kring gynekologi och andrologi.
Karin Ehrnbergers doktorsavhandling har under våren 2017 blivit uppmärksammad i ett flertal stora medier, så som Sveriges Radio, Expressen och ETC.